# Janko Pacar
Janko Pacar (* 18. August 1990 in Luzern, Schweiz) ist ein kroatisch-schweizerischer ehemaliger Fussballspieler auf der Position eines Stürmers.

## Karriere

### Verein
Janko Pacar ist im Jahr 2000 zum FC Luzern gekommen. Im Herbst 2006 wurde er aus der Jugend erstmals in die zweite Mannschaft (U-21) aufgenommen und bereits zu Beginn des nächsten Jahres wurde er für das Fanionteam nominiert. Nachdem er in 16 Einsätzen kein Tor geschossen hatte, wurde er zum SC Kriens, dem Challenge-League-Verein der Nachbargemeinde, ausgeliehen. Dort löste sich die Torblockade und der Stürmer schoss in 19 Spielen fünf Tore, woraufhin er für die Saison 2010/11 vom FC Luzern zurückgeholt wurde. In der bisherigen Saison hat er in 17 meist Teileinsätzen drei Tore geschossen. In derselben Saison erzielte er auch das einzige Tor des FC Luzern in der UEFA Europa League.
Nachdem der FC Luzern ihn vom Januar 2013 bis Sommer 2014 an den FC Winterthur ausgeliehen hatte, wechselte er im Sommer 2014 für ein Jahr zum FC Chiasso.
Seit August 2015 spielte er bei Servette FC Genève in der Promotion League, wo er in 12 Spielen sechs Tore erzielte und dann zum rumänischen Erstligisten Petrolul Ploiești wechselte.
Im Juli 2016 wechselte Pacar zum FC Wohlen in die Challenge League, wo er einen Vertrag bis Ende Juni 2019 unterschrieb.

### Nationalmannschaft
Janko Pacar absolvierte diverse Einsätze mit der U-18, U-19 und der U-20 der Schweizer Nationalmannschaft und schoss dabei ein paar Tore.